# Драпушко, Марк Семёнович
Марк Семёнович Драпушко (1909, Мирополь, Волынская губерния — 17 июня 1942, Севастополь, Крымская АССР) — советский военнослужащий, капитан (1942). Участник обороны Севастополя (1941—1942). Член ВКП(б).

## Биография
Родился 1909 году в Мирополе Волынской губернии в рабочей семье. Еврей по национальности. Работал на заводе художником по росписи фарфора. В 1930 году по комсомольской путёвке отправился на шахту «Чигири» в посёлке Щербиновка (сейчас — Торецк).
В 1932 году был призван на срочную службу на Балтийский флот. В 1933 году он поступил в Севастопольское училище береговой обороны имени ЛКСМУ, а после его окончания был назначен помощником командира Береговой батареи № 29 Крымского укрепрайона в городе Керчь. С 1936 по 1938 год служил в Училище береговой обороны в Севастополе.
В 1940 году Драпушко был назначен командиром 152-мм четырёхорудийной береговой батареи № 19, расположенного у западного мыса при входе в Балаклавскую бухту. Батарея № 19 была задействована в обороне Севастополя, оказывала огневую поддержку частям 1-го сектора обороны Севастопольского оборонительного района. Впервые боевую стрельбу расчёт произвёл 6 ноября 1941 года по немецким силам в селе Комара.
В конце ноября 1941 года артиллерийско-минометным огнём батарея была выведена из строя. Два из четырёх орудий благодаря сотрудникам Артиллерийского ремонтного завода № 1127 ЧФ удалось починить, после чего они были установлены на позиции батареи в районе 10-го км Балаклавского шоссе.
Капитан Драпушко был дважды контужен и частично потерял слух. 33-летний Марк Драпушко вместе с военкомом Н. А. Казаков был убит 17 июня 1942 года от взрыва авиационной бомбы, завалившей подземный командный пункт батареи. После окончания войны он был перезахоронен на Мемориальном братском кладбище советских солдат в микрорайоне Дергачи.
В 1988 году улица Квартальная в Балаклаве была переименована в честь Марка Драпушко . На доме № 20 установлена мемориальная доска. С января 2022 года школа № 25 в Севастополе носит имя Марка Драпушко.

## Награды
- Орден Красной Звезды (8 декабря 1941)

## Личная жизнь
Супруга — Фрида Яковлевна Кричмар. Сын — Ян Маркович Драпушко (род. 1936).